# Pseudosphetta
Pseudosphetta là một chi bướm đêm thuộc họ Erebidae.